# روبسون سانتانا
روبسون سانتانا هو لاعب كرة قدم برازيلي في مركز الوسط، ولد في 28 فبراير 1988. لعب مع نادي مومباي لكرة القدم.

## وصلات خارجية
- روبسون سانتانا على موقع Soccerway.com (الإنجليزية)